# روس 128

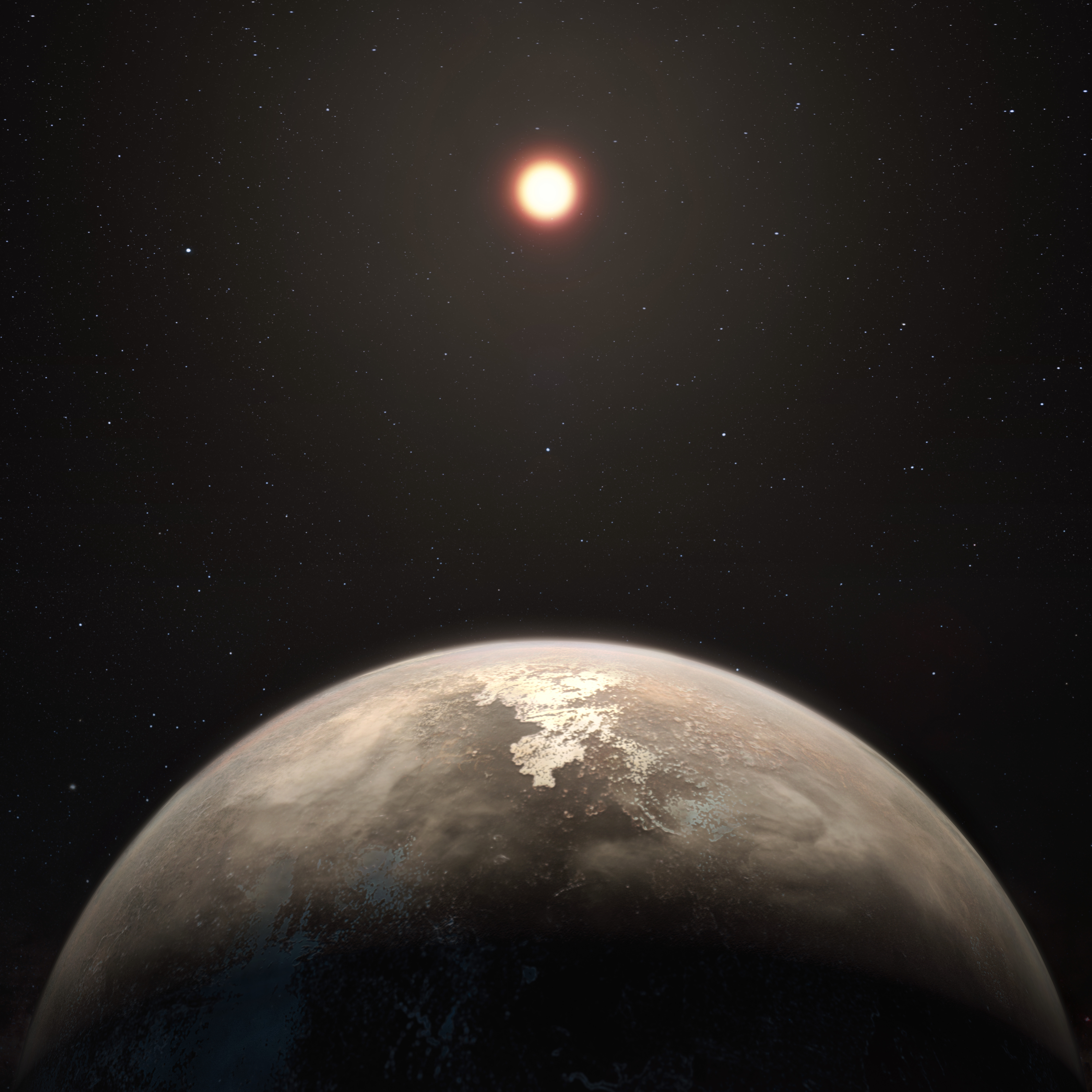
رسم تخيلي للكوكب روس 128 ب ويبدو في الخلفية النجم روس 128.

روس 128 هو قزم أحمر في كوكبة البروج الاستوائية من برج العذراء، بالقرب من β فيرجينيس. القدر الظاهري لـ Ross 128 هو 11.13 (أي درجة لمعانه)، وهو ضعيف جدًا بحيث لا يمكن رؤيته بالعين المجردة. بناءً على قياسات اختلاف المنظر يبلغ بعد هذا النجم عن الأرض 11.007 سنة ضوئية (3.375 فخ) ، مما يجعل ترتيبه 12 لأقرب نظام نجمي إلى النظام الشمسي. تم فهرسته لأول مرة في عام 1926 من قبل عالم الفلك الأمريكي فرانك إلمور روس.

## الخصائص

مسافات أقرب النجوم في محيط 20.000 سنة مضت وحتى 80.000 سنة في المستقبل

هذا النجم ذو الكتلة المنخفضة لديه تصنيف نجمي M4 V مما يضعه ضمن فئة النجوم المعروفة بالأقزام الحمراء. يحتوي على 15٪ من كتلة الشمس و 21٪ من نصف قطر الشمس؛ لكنه يولد طاقة ببطء شديد بحيث لا يقدر لمعانه إلا نحو 0.033٪ من لمعان الشمس المرئي. ومع ذلك، فإن معظم الطاقة التي يشعها النجم تقع في نطاق الأشعة تحت الحمراء، مع لمعان البوليومتري (ضياء) يساوي 0.36٪ من الطاقة الشمسية. يشع هذه الطاقة من الغلاف الجوي الخارجي للنجم عند درجة حرارة فعالة تبلغ 3180 كلفن. وهذا يمنحه توهجًا برتقاليًا أحمرا باردًا لنجم من النوع M.
روس 128 هو نجم قرصي قديم، مما يعني أنه يحتوي على نسبة منخفضة من العناصر غير الهيدروجين والهيليوم؛ وهو ما يسميه علماء الفلك معدنية النجم. ويدور في مدار مائل قريب من مستوى مجرة درب التبانة. يفتقر النجم إلى فائض كبير من الأشعة تحت الحمراء؛ عادة يكون وجود فائض من الأشعة تحت الحمراء مؤشرًا على وجود حلقة غبار في مدار حول النجم، حيث أن الغبار يستطيع امتصاص تلك الأشعة فلا يجيء إلينا جزء منها.

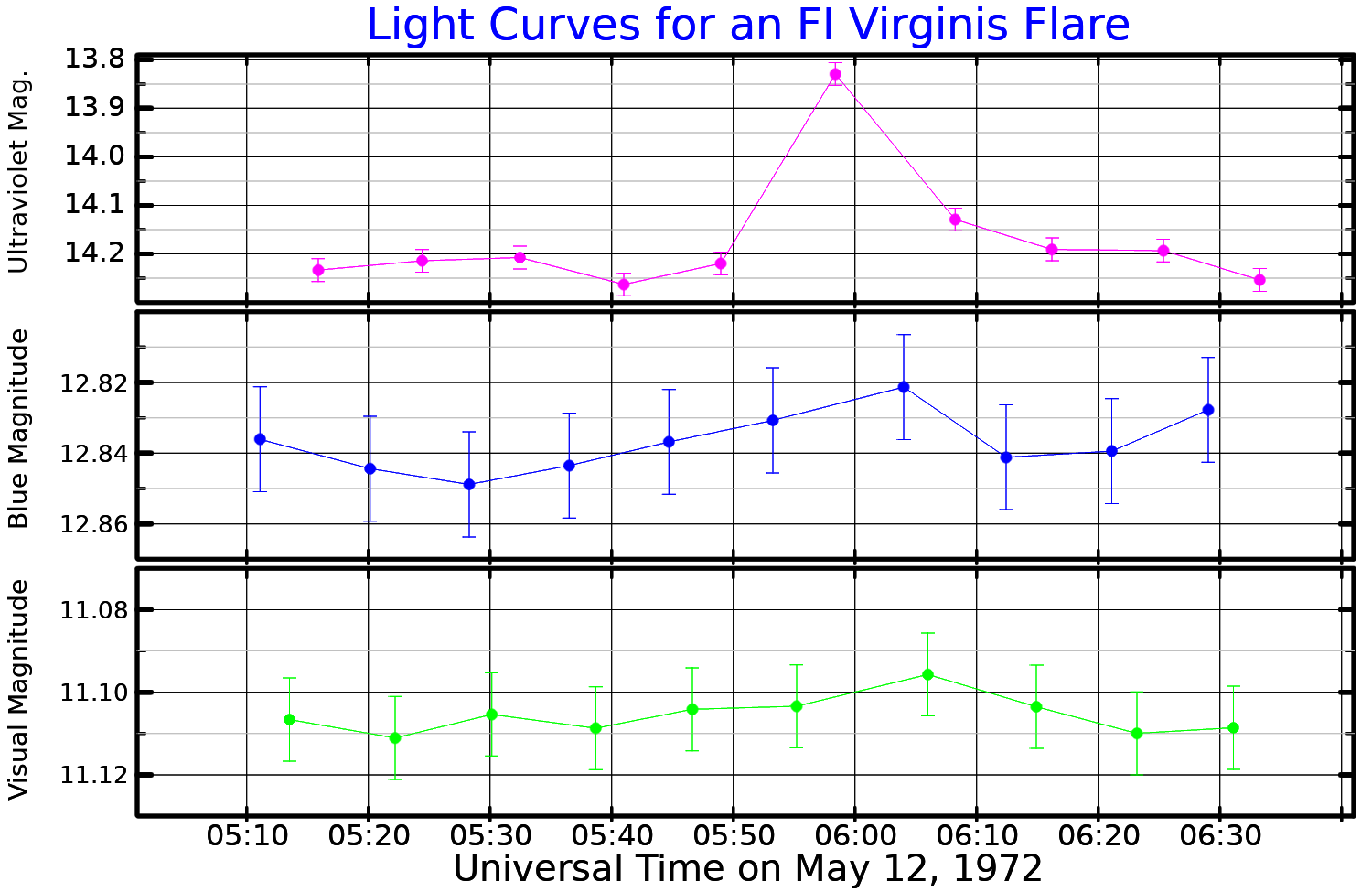
منحنيات الضوء للتوهج على روس 128، تُرى في ضوء النطاق فوق البنفسجي والأزرق والضوء المرئي، مقتبس من Lee and Hoxie (1972). يلاحظ اشتداد التوهج بين الساعة 5:50 و 6:10 في يوم 12 مايو 1972.

في عام 1972 تم الكشف عن توهج من روس 128. لوحظ زيادة في السطوع بنحو نصف قدر (لمعان) في نطاق الأشعة فوق البنفسجية U ، والعودة إلى السطوع الطبيعي في أقل من ساعة. في الأطوال الموجية الضوئية، كانت تغيرات السطوع غير قابلة للكشف تقريبًا. تم تصنيفها على أنها نجمة مضيئة وتم منحها تسمية النجمة المتغيرة FI Virginis. وبسبب معدل نشاط توهجه المنخفض يُعتقد أنه نجم متطور مغناطيسيًا. أي أن هناك بعض الأدلة على أن الكبح المغناطيسي للرياح النجمية قد قلل من تواتر توهجاته، ولكن نتاج ضوئه الصافي ليس متأثرا.
كما تم اكتشاف اختلافات في السطوع يُعتقد أنها ناجمة عن دوران النجم ودورات مغناطيسية مشابهة لدورة البقع الشمسية. تتسبب هذه التغييرات في بضعة أجزاء من الألف من قدر لمعان النجم. تم التعرف على فترة دورانه لتكون 165.1 يومًا، وطول الدورة المغناطيسية 4.1 سنة.
يدور روس 128 حول المجرة بانحراف مركزي قدره 0.122 ، مما يجعل المسافة التي تفصله عن مركز المجرة تتراوح بين 26.8–34.2 كيلو سنة ضوئية (8.2–10.5 ك.فخ) . هذا المدار سيجعل النجم أقرب إلى النظام الشمسي في المستقبل. سيحدث أقرب اقتراب منا خلال حوالي 71.000 سنة، عندئذ سيصل بعده عنا نحو 6.233 ± 0.085 سنة ضوئية (1.911 ± 0.026 فخ) .

## نظام الكواكب
قالب:OrbitboxPlanet
| الرفيق (بالترتيب من نجمة) | كتلة             | نصف المحور الرئيسي (وحدة فلكية) | الدورة(أيام)    | انحراف مداري  | ميل | نصف القطر               |
| ------------------------- | ---------------- | ------------------------------- | --------------- | ------------- | --- | ----------------------- |
| ب                         | 1.8 كتلة أرضية 🜨 | 0.0493 ± 0.0017                 | 9.8596 ± 0.0056 | 0.036 ± 0.092 | -   | 1.6 </br> نصف قطر الأرض |

تم اكتشاف الكوكب Ross 128 b في يوليو 2017 بواسطة أداة HARPS في مرصد La Silla في تشيلي، عن طريق قياس التغيرات في السرعة الشعاعية للنجم المضيف. تم تأكيد وجوده في 15 نوفمبر 2017. إنه ثاني أقرب كوكب خارج المجموعة الشمسية معروف بحجم الأرض بعد كوكب بروكسيما ب. يُحسب أن روس 128 ب كتلته 1.8 مرة من كتلة الأرض، ونصف قطره 1.6 مرة من قطر الأرض، ويدور في مدار حول نجمه 20 مرة أقرب من مدار الأرض حول الشمس، ويتعرض لحوالي 1.38 مرة من الأشعة بالمقارنة بالإشعاع الشمسي للأرض،  مع زيادة فرصة الاحتفاظ بالغلاف الجوي على نطاق زمني جيولوجي. Ross 128 b هو كوكب يدور عن قرب، مدته عام (فترة دوران) تدوم حوالي 9.9 يومًا. في تلك المسافة القريبة من نجمه المضيف، من المرجح أن يكون الكوكب مغلقًا تدريجيًا، مما يعني أن أحد جانبي الكوكب سيكون له ضوء النهار الأبدي والآخر سيكون في الظلام. أظهرت أطياف الأشعة تحت الحمراء القريبة عالية الدقة من APOGEE أن روس 128 لديه معدن بالقرب من الطاقة الشمسية؛ لذلك فإن روس 128 بي يحتوي على الأرجح على الصخور والحديد. علاوة على ذلك، تدعم النماذج الحديثة التي تم إنشاؤها باستخدام هذه البيانات الاستنتاج القائل بأن Ross 128 b هو «كوكب خارجي معتدل يقع في الحافة الداخلية للمنطقة الصالحة للسكن».

## إشارات الراديو

اقرب النجوم إلى الشمس ، في محيط 14 سنة ضوئية.

في ربيع عام 2017، اكتشف علماء فلك أريسيبو إشارات راديو غريبة يُعتقد أنها مصدرها روس 128 لم تكن مثل أي إشارات رأوها من قبل. تم استخدام مصفوفة Allen Telescope الخاصة بـ SETI لمتابعة الملاحظات ولم تتمكن من اكتشاف الإشارة ولكنها اكتشفت تداخلًا من صنع الإنسان، مما جعل من الواضح أن اكتشافات Arecibo كانت بسبب عمليات إرسال من أقمار صناعية للأرض في مدار متزامن مع الأرض. روس 128 لديه ميل (إحداثي يمكن تشبيهه بخط العرض) قريب من 0 درجة، مما يضعه في ثخانة كتيبة من هذه الأقمار الصناعية. لذلك، يمكن استنتاج أن الإشارة كانت نتيجة تدخل من صنع الإنسان.

## روابط خارجية
- سمع علماء الفلك إشارات «غريبة» من اتجاه روس 128 (سكاي مانيا)
- SolStation.com: روس 128